# Michaela Dornonville De la Cour
Maria Susanna Michaela Dornonville de la Cour (Helsingborg, 16 augustus 1961), ook wel kortweg De La Cour genoemd, is een Zweedse gravin, zangeres en juwelenontwerpster. Ze is het meest bekend door haar rol in de popband Army of Lovers.
Ze werd geboren in Helsingborg als kind van een Franse vader en een Zweedse moeder. Ze groeide er ook op, en besloot na haar middelbare school om lerares te worden. Daarnaast volgde ze ook in Los Angeles theaterlessen aan het Lee Strasberg Theatre Institute.
Ze werd pas lid van Army of Lovers in 1991, nadat La Camilla uit de band werd gezet. In 1995 werd ze echter alweer uit de groep gezet nadat de andere leden vonden dat de band door haar toedoen veel te serieus was geworden. Sinds dat vertrek heeft ze geprobeerd om een solocarrière uit te bouwen en is ze juwelen beginnen te ontwerpen. Ze is hierin vrij succesvol: haar juwelen worden onder anderen gedragen door Britney Spears, Alannah Myles en de jongens van Westlife.
Sinds 2021 maakt ze video’s over haar leven op Instagram en Facebook. Op 9 augustus 2025 trad ze op bij het Utopia festival in Borlänge. 

## Singles
- Rumours And Lies (1997) met videoclip
- S.O.S (2000) met videoclip
- Back On Earth (2008) met videoclip
- homosapien (2011) met videoclip
- robot lover (2011)
- rumors and lies remix (2012)
- x mas (2013) met videoclip
- feel  (2014)
- happy birthday (2015)
- marilyn (2016) met videoclip

## maxi singles
RUMOURS AND LIES (1997)
- rumours and lies (radio edit) 
- rumours and lies ( techno remix)
S.O.S 2000 
- s.o.s (radio edit) 
-s.o.s (instrumental) 
-s.o.s (extended remix)
- s.o.s (weekend mix by mister a)
BACK ON EARTH (2008)
back on Earth (radio edit) 
back on Earth (remix)

## Televisie
- Army of lovers videovaganza (1993)
- sjukan (1995)
- Dr Mugg (2006)

## Theater
- Solskenspojkarna (1996)